# Tekla Åberg

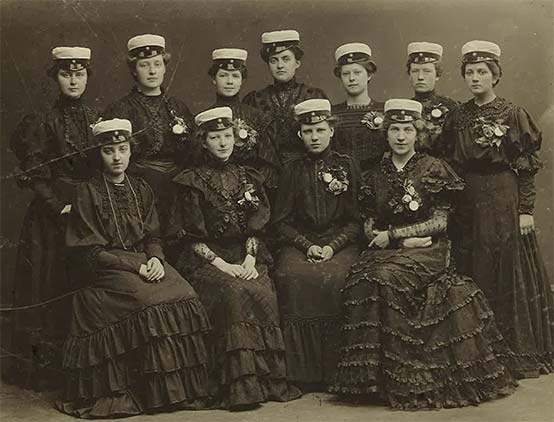
Studenter från Tekla Åbergs högre läroverk för flickor år 1900

Tekla Åberg, född 26 oktober 1853 på Kasenberg i Åmåls stadsförsamling, död 17 november 1922 i Gustav Vasa församling, Stockholm, (skriven i Sankt Petri församling, Malmö), var en svensk lärare och skolledare. Hon var föreståndare för Tekla Åbergs högre läroverk för flickor. 

## Biografi
Tekla Åberg var dotter till brukspatronen Johan Åberg och Britta Johanna Oldenskjöld. Efter studentexamen 1886 var Åberg lärare i privata familjer och privatskola 1872–1888.
År 1888 övertog hon flickskolan Fru Elise Mayers högre läroverk för flickor i Malmö vid Rönneholmsvägen och döpte om det till Tekla Åbergs högre läroverk för flickor, där hon var föreståndare. 1898 fick läroverket dimissionsrätt, det vill säga rätt att utexaminera studenter. Det blev det första läroverket i landet utanför Stockholm där flickor kunde ta studenten. Vid den tiden hade skolan 234 elever och 28 lärare. Denna förenades 1940 med Maria Stenkulas Malmö högre läroverk för flickor från 1874 och Anna och Eva Bundts skola för flickor från 1887, till Malmö kommunala flickskola.
Tekla Åberg tilldelades Illis Quorum.
Tekla Åberg är begravd på Norra begravningsplatsen i Stockholm.